# Gryka (akwarela Stanisława Masłowskiego, 1922)
Gryka 1922 – obraz - akwarela polskiego malarza Stanisława Masłowskiego (1853–1926) malowany w 1922 roku, we wsi Wola Rafałowska, znajdujący się w zbiorach Muzeum Narodowego w Krakowie. W rejestrze obiektów Muzeum - występuje pod nr inw. MNK III-r.a.-1350 jako: "Gryka" - motyw krajobrazowy z Woli Rafałowskiej".

## Opis
Obraz malowany techniką akwarelową, w 1922 roku, we wsi Wola Rafałowska, o wymiarach: wys. 65,5 cm, szer. 97,0 cm (w świetle ram), sygnowany: "STANISŁAW MASŁOWSKI./WOLA.1922.", jest pejzażem  przedstawiającym - na tle rozległej panoramy pól uprawnych - cztery równoległe zagony biało kwitnącej gryki. Na wprost, w głębi widoczny jest jasny uprawny pas -  zapewne zboża, za którym odmalowano - różnym natężeniem zieleni - niewielki śródpolny lasek - zagajnik. Po lewej i po prawej stronie widać luźne pojedyncze drzewa, a za nimi, przy horyzoncie - typowe dla krajobrazów mazowieckich oddalenia.  Górną część obrazu zajmuje równomiernie zasnute cienką powłoką chmur, szaro-błękitne niebo. Dolny, wąski, poziomy plan obrazu, wraz z sygnaturą po lewej, u dołu - to zapewne połać spiętrzonych, piaszczystych brył-skib i bruzd gruntu.

## Dane uzupełniające
Obraz określony tu nazwą Gryka 1922 jest jedną z trzech akwarel Masłowskiego o tematyce "Gryka", z lat 1920, 1922 i 1924, przechowywanych (2022) w polskich muzeach.. Wymienione obrazy pochodziły z późnego, schyłkowego okresu jego dojrzałej twórczości, kiedy malarz był bliski swego siedemdziesięciolecia. Był to jednak dla niego, paradoksalnie, równoczesny okres renesansu, po wojennym załamaniu lat 1914–1918, na co zwrócił uwagę Tadeusz Dobrowolski (1960) - pisząc: "Poczucie dobrego malarstwa zachował artysta, pomimo pewnego spadku sił twórczych, bardzo długo, bo w tym jeszcze czasie (1924) wymalował wyjątkowo uroczy krajobraz pt. 'Ule' [...]  Na kanwie głęboko odczutej ziemi polskiej snuł delikatną przędzę swych na wskroś osobistych wizji malarskich, o czym  w r. 1910 pisał w sposób następujący: 'żyję - życiem uroku poezji, sztuki, czegoś, co jest poza nami, choć to coś widzimy. Bo przecież choć maluję z natury, to jednak nie powtarzam ściśle rzeczy widzianych' ".
Omawiana akwarela jest przykładem szeroko reprezentowanej w twórczości artysty tematyki wiejskiego, pejzażu mazowieckiego. Pochodzi ona ze wsi Wola Rafałowska, w której malarz (podobnie, jak inni artyści) wielekroć, w latach 1903–1924, spędzał plenery.
Przebieg tworzenia omawianej akwareli (podobnie, jak dwu pozostałych, wyżej wymienionych) następująco opisał syn artysty (historyk sztuki), jako świadek towarzyszący malarzowi podczas jego plenerów w Woli Rafałowskiej. "Pamiętam dobrze, jak malował grykę. Jak z drobnych plam żółto-zielonych i z pustych partii papieru, w kontraście z fioletem łodyg i ziemi, wyrastała ta niezwykła w swoim natężeniu biała płaszczyzna pola, jak rzeczki i strumyki koloru znaczyły granice między zagonami, jak z nieforemnych kleksów rodziło się gorące, migotliwe kartoflisko, a z plamek jasnozielonych i błękitnych zimne płaskie pasy seradeli." [...] Cytowany autor zanotował dalej, jak wraz z postępem swej pracy jej autor kilkakrotnie cofał się i spoglądał na jej wynik oczekując na przeschnięcie akwareli. Czasem siadał, poprawiając swój nieodłączny zielony melon [...] - [...] "chłodny, jak twierdził, i świetny na upały. Uniwersalny zresztą, bo łapał nim także do moich dziecinnych zbiorów pazie królowej, gnieżdżące się w starej kępie brzóz i jodeł na polu Wójcickiego. Siadał nabijał fajkę z gumowego kapciucha i częstował tytoniem Józefa, który wyłaził z jakiejś bruzdy, gdzie leżał przez ten czas. Kilka seansów przedpołudniowych na ogół kończyło obraz."